# Mosses (Alabama)
Mosses es un pueblo ubicado en el condado de Lowndes en el estado estadounidense de Alabama. En el censo de 2000, su población era de 1101.

## Demografía
En el 2000 la renta per cápita promedia del hogar era de $ 17.031$, y el ingreso promedio para una familia era de 22.273$. El ingreso per cápita para la localidad era de 8.268$. Los hombres tenían un ingreso per cápita de 21.528$ contra 16.771$ para las mujeres.

## Geografía
Mosses está situado en 32°10′23″N 86°40′38″O / 32.17306, -86.67722 (32.173120, -86.677296)
Según la Oficina del Censo de los EE. UU., la ciudad tiene un área total de 4.78 millas cuadradas (12.39 km²).